# Kuchenheim
Kuchenheim (mundartl.: Kuchem; ehemals: Cuchenheim und davor Cukinheim nach dem Herren von Cukin benannt) ist ein Stadtteil von Euskirchen und liegt im Osten der Stadt. Mit seinen 3740 Einwohnern ist Kuchenheim der zweitgrößte eigenständige Stadtteil von Euskirchen.

## Geschichte

### Ortsgeschichte
Der Ortsname ist vermutlich fränkisch und bedeutet: Heim des Kuko. Kuko ist abgeleitet von einem mit Kun gebildeten Namen. Dittmaier hält die frühere Annahme, nach der in römischer Zeit ein romanisierter Germane Kuko oder Kukin sein Gut Cucinacum genannt und die Matronae Cucinehae verehrt habe, deren Name auf einem bei Zülpich gefundenen Matronenstein überliefert ist, für unwahrscheinlich. In fränkischer Zeit sei dann aus Cucinacum Kukinheim (Kuchenheim) geworden.
Gräberfelder belegen eine Besiedlung in fränkischer und karolingischer Zeit. Kuchenheim wird erstmals 1197 als Kukinheim erwähnt.
Der Ort entwickelte sich aus zwei Ortskernen. Der nördliche Teil (Unteres Kuchenheim) mit der Kirche St. Lambertus unterstand seit 1355 den Herzögen von Jülich, der südliche Teil (Oberes Kuchenheim) um die spätere Kirche St. Nikolaus unterstand den Kölner Erzbischöfen. Mit den beiden Burgen verhielt es sich anders. Die untere Burg hatte der erzbischöfliche Mundschenk Hermann von Are erbaut. Er trug sie 1259 dem Kölner Erzbischof Konrad von Hochstaden als Lehen und Offenhaus auf und die obere Burg gehörte den Grafen bzw. Herzögen von Jülich.
Die in der Nähe gelegene Burg Hardt kam 1246 durch die Hochstadensche Schenkung an das Erzstift. 1341 übertrug Erzbischof Walram seinem Küchenmeister Arnold, Vogt von Bornheim und seinem Kämmerer Dietrich Pythane von Nörvenich die Hardtburg, deren Gebäude zu verfallen drohten. Sie verpflichteten sich, aus ihren Mitteln die Burg wieder aufzubauen.
Burg Hardt wurde Zentrum des Amtes Hardt. Dort fanden die Versammlungen der Einwohner des Amtes statt, denen u. a. das Weistum vorgelesen wurde. Das älteste erhaltene Weistum ist das vom 1378.

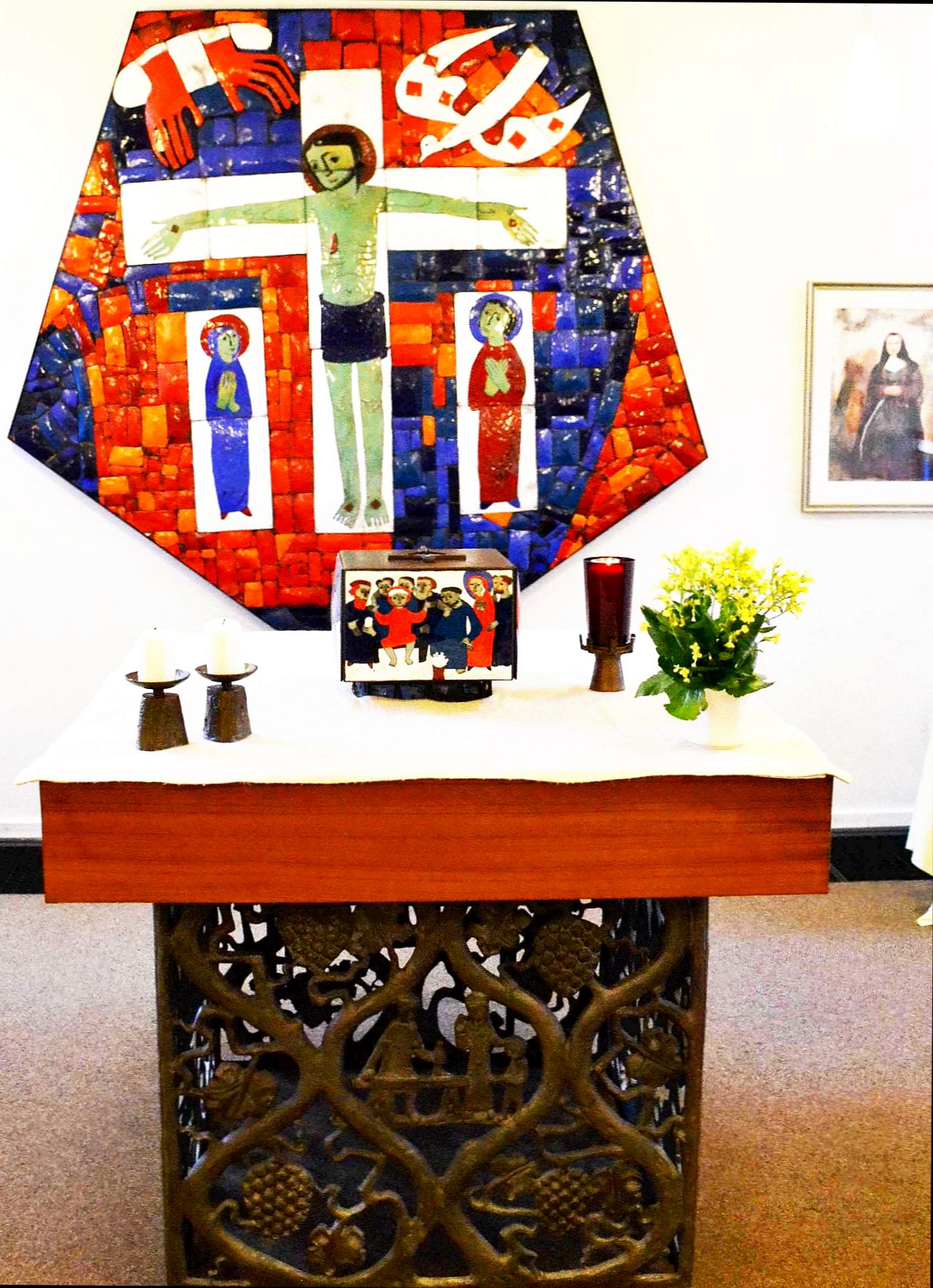
Altarraum St. Joseph-Stift

Im Jahre 1900 kamen die Waldbreitbacher Franziskanerinnen nach Kuchenheim und gründeten hier in einem ehemaligen Bauernhof an der Buschstraße ein Kloster mit einer „Bewahrschule“ (= Kindergarten), einer Nähschule und einer ambulanten Krankenpflege. 1915 bezogen sie ein größeres neues Gebäude an der Kuchenheimer Straße, wo der Kindergarten viel Platz einnahm. 1964 wurden auf der gegenüberliegenden Straßenseite ein Schwesternhaus (St. Joseph-Stift) mit einer Kapelle, von Egino Weinert ausgestaltet, und dahinter ein Kindergarten neu errichtet.
Das Wappen der Gemeinde Kuchenheim (Entwurf für eine Bleiverglasung von Konrad Schaefer) erinnert mit dem schwarzen Balkenkreuz an die Landesherrschaft vom Kurfürstentum Köln und mit dem schwarzen Löwen an die Landesherrschaft vom Herzogtum Jülich; die Figur des hl. Nikolaus verweist auf das Patronat der Pfarrkirche.
Am 1. Juli 1969 wurde Kuchenheim nach Euskirchen eingemeindet.
Am 31. Dezember 2017 hatte Kuchenheim 3462 Einwohner.

### Destillierhelm

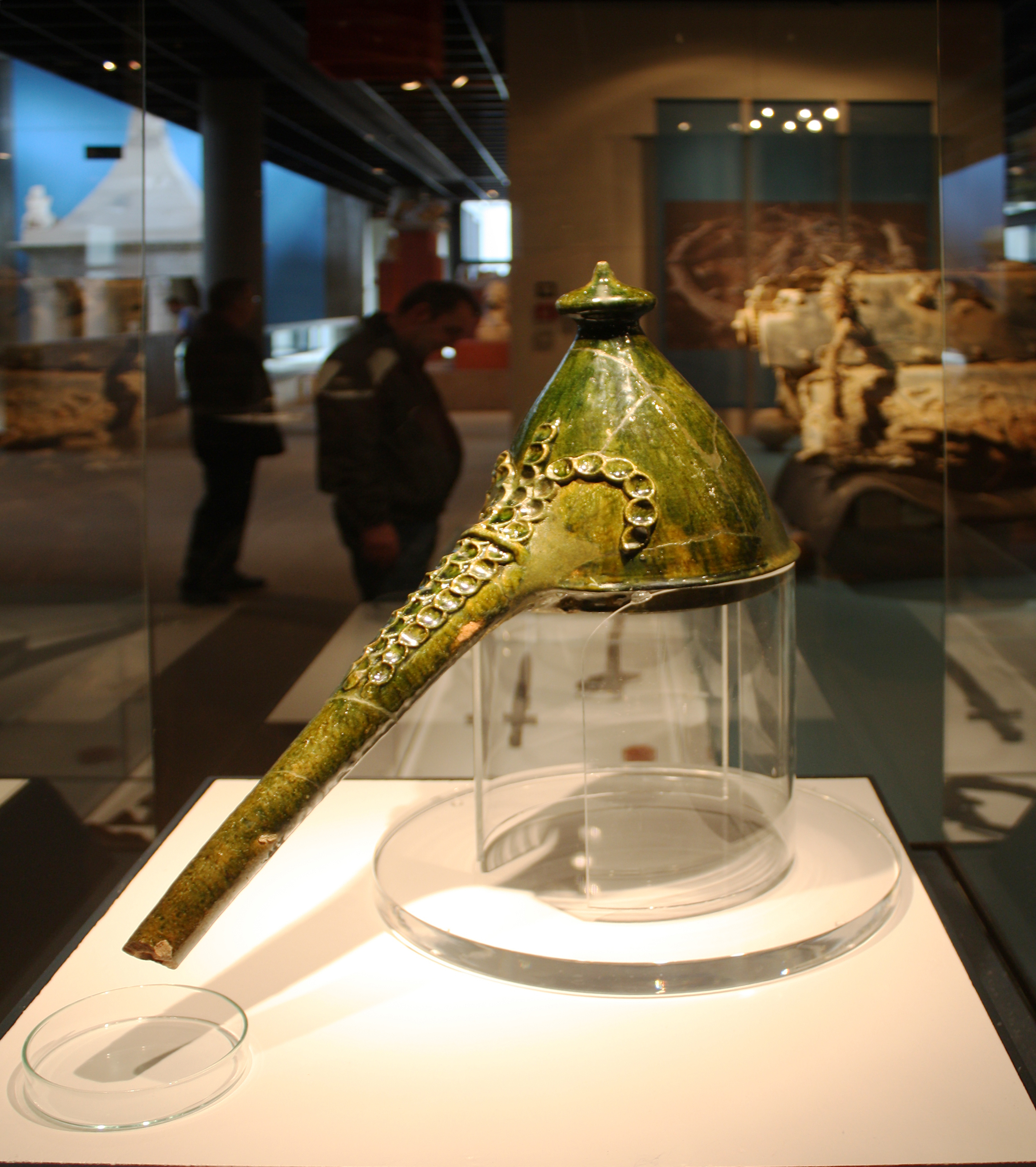
Destillierhelm

Bei der Verfüllung des Grabens an der Burg wurde ein seltsames Gerät gefunden, welches vollständig erhalten war. Es handelte sich um einen Destillierhelm, auch Alambic genannt, der zusammen mit einem Kochgefäß (Cucurbit) einen Destillierapparat bildete. Mit dieser Geräteanordnung wurde früher in einem Labor gearbeitet. Es konnte aber auch Alkohol damit hergestellt werden. Der Helm befindet sich im LVR Landesmuseum Bonn.

## Kultur und Sehenswürdigkeiten

### Museen

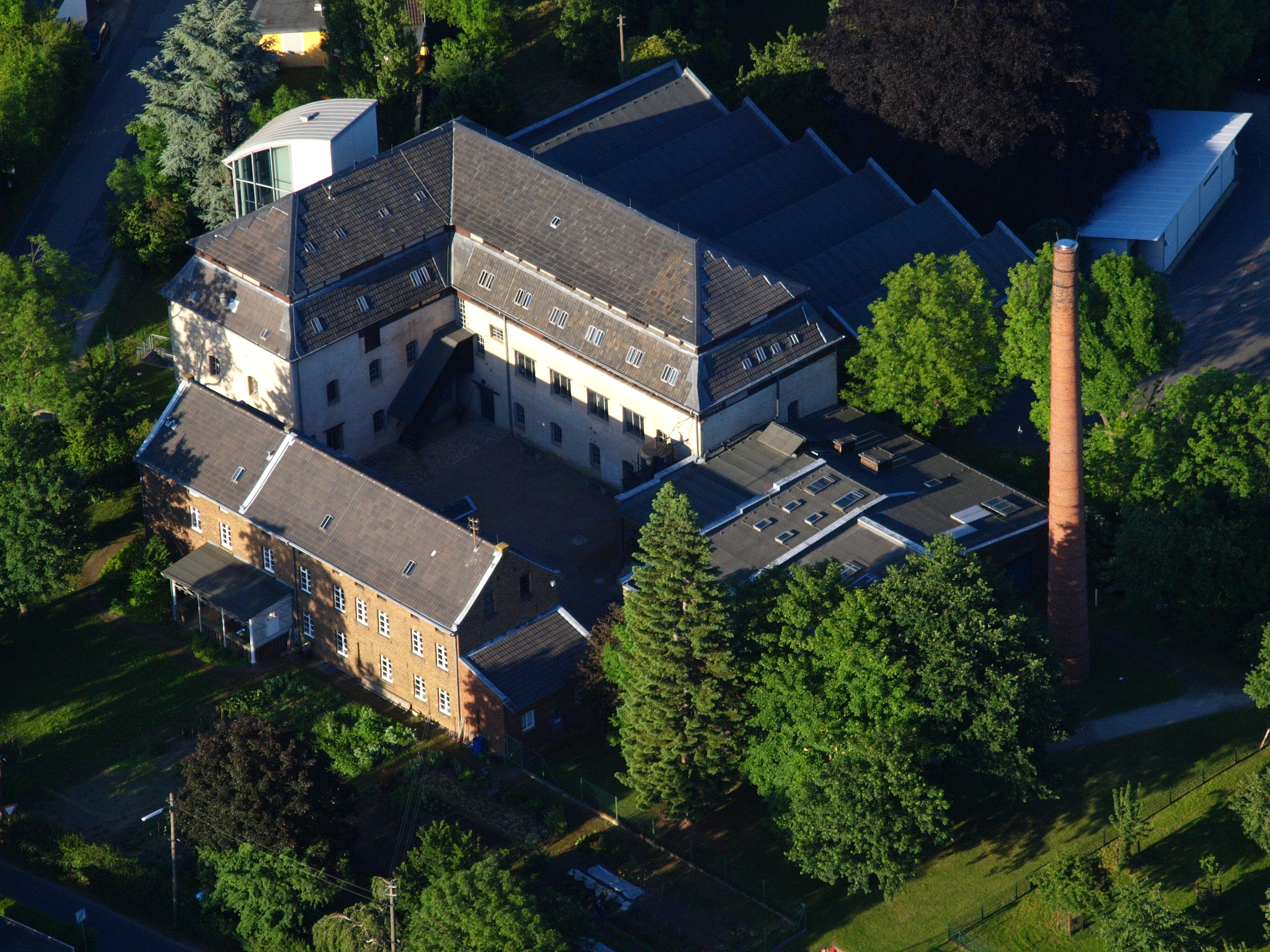
Kuchenheim – Tuchfabrik Müller

In Kuchenheim befindet sich das LVR-Industriemuseum Tuchfabrik Müller. Neben dem Museumsgästehaus „Mottenburg“, aus Backsteinen (Feldbrandsteinen) der ehemaligen Tuchfabrik Jacob Koenen errichtet, finden sich Fragmente der mittelalterlichen Oberen Burg, die Jacob Koenen 1851 von den Erben Fingerhuth kaufte und in deren ausgedehnten Räumlichkeiten, die bis dahin der Papierfabrikation gedient hatten, seinen 1808 gegründeten und inzwischen stark aufblühenden Betrieb – mit mehr als 30 „Spinnern“ und „Webern“ – zur Herstellung von Koenentuchen einrichtete. Unter der Leitung von Carl Koenen, Sohn von Jakob Koenen, stieg die Zahl der Mitarbeiter der Tuchfabrik Jakob Koenen bis 1939 auf 330 und später auf 1024 (1958). Zwischen der Tuchfabrik Jakob Koenen und der Tuchfabrik Müller fließt der Erftmühlenbach, aus dem beide Fabriken – vorwiegend für ihre Färbereien – Wasser entnahmen, wobei ein Übereinkommen im Hinblick auf Zeitpunkt und Menge der Wasserentnahme sich durch Kurt Müller als schwierig erwiesen hat.
Gemeinsam mit dem Geschäftsführer der Vereinigung Rheinischer Schafzüchter und Schafscherer, Christian Brüne, plante der damalige Museumsleiter Gerd König 1991 in Kuchenheim den ersten „Wollmarkt“, der seither – am ersten Sonntag im Juni – zur Tradition geworden ist.

### Bauwerke

#### Dönkes

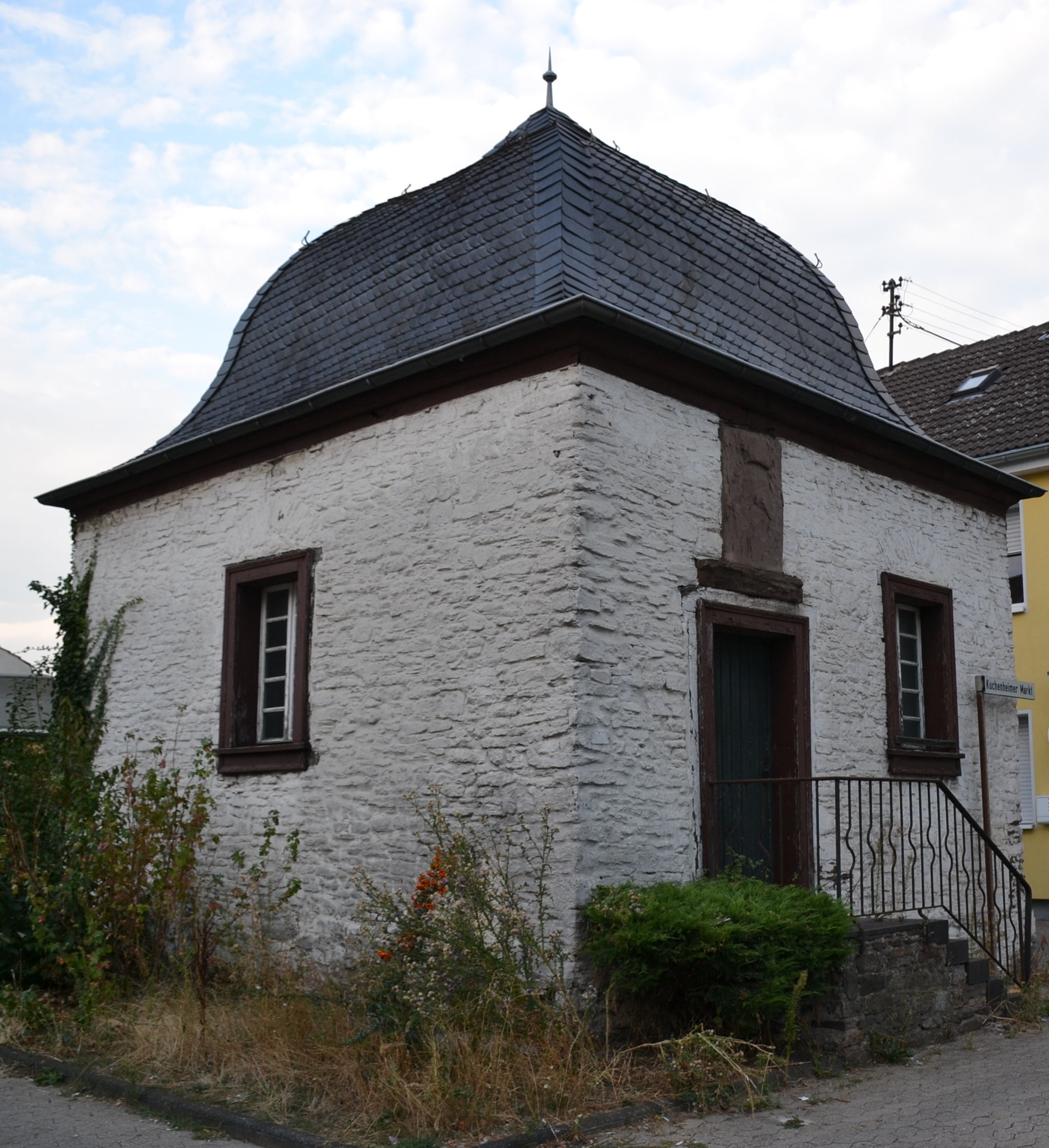
Dönkes bzw. Dinghaus

Im Dönkes, wahrscheinlich im 15./16. Jh. auf dem Marktplatz errichtet und im 18. Jh. renoviert, tat ein vom Herzog von Jülich bestellter Schultheiß bzw. ein Schöffe bis zur Franzosenzeit (1794) seinen Dienst. Danach wurde der barocke einräumige Bau verschieden genutzt, bis das Gebäude 2006 in Privatbesitz überging. Der Name „Dönkes“ bzw. Dinghaus ist vom germanischen Thing abgeleitet, da dieses Gebäude außer als Amtsstube auch als Gerichtsstätte diente.

#### Bäcker-Janns-Kreuz

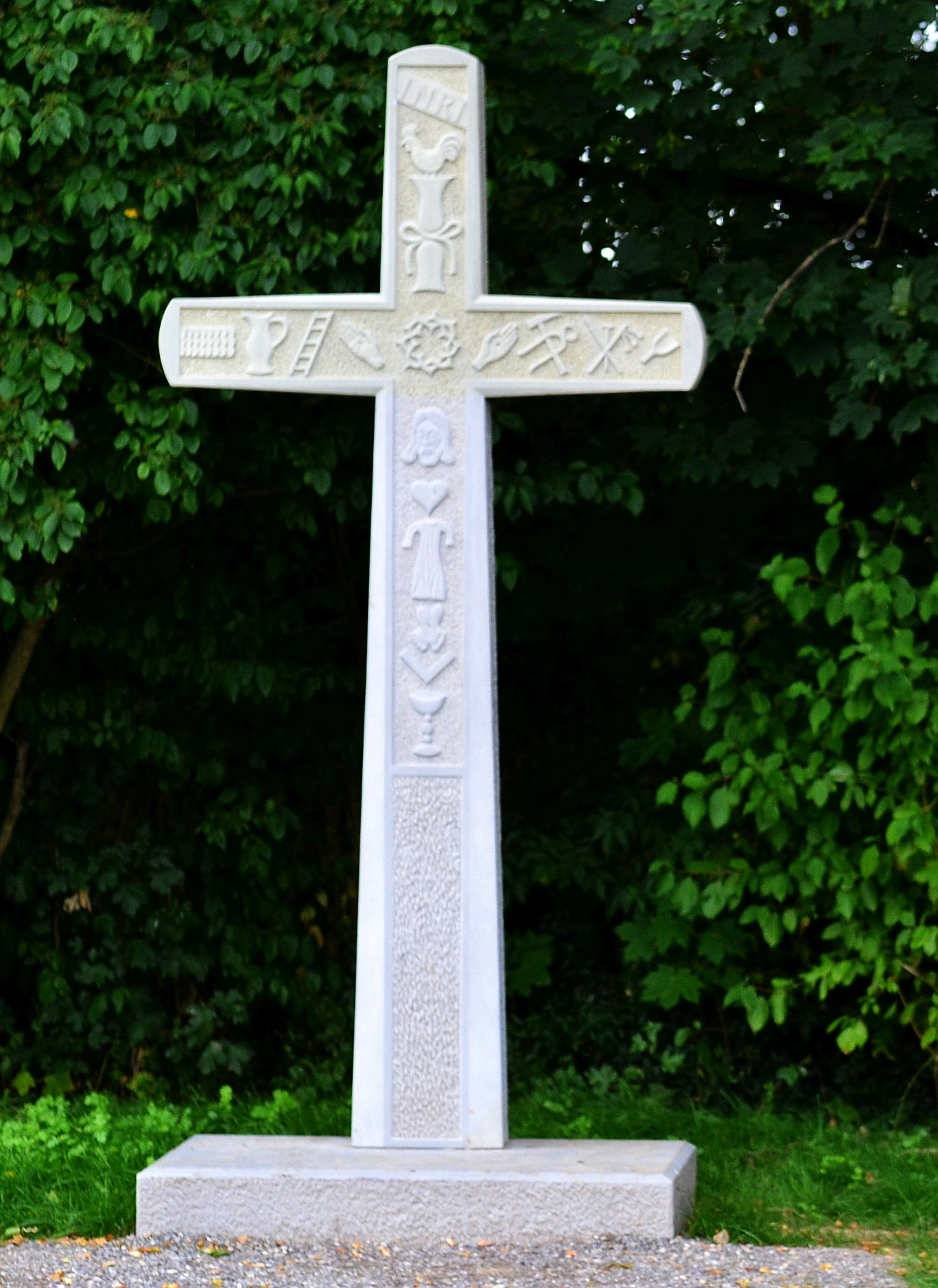
Bäcker-Janns-Kreuz von 2015

An der Südseite des Ortes stand seit 1467 auf einer kleinen Anhöhe (genannt Schießberg, weil man vonseiten der Sebastianus-Schützen drei Schüsse zu Ehren der Dreifaltigkeit abfeuerte, wenn an dem Prozessionskreuz der Segen erteilt worden war) ein Kreuz aus grauem Sandstein, von dem Leheninhaber der oberen Burg, Johann von Kinzweiler, errichtet.
1806 musste das Kreuz auf Veranlassung der französischen Verwaltung beseitigt werden. Aber zwei Monate später haben die Sebastianus-Schützen am gleichen Ort ein neues Kreuz (Bäcker-Janns-Kreuz) aufgestellt, das der Bäcker Franz Anton Schlaeger (1786–1851), Sohn von Johann Schlaeger, genannt Bäckerhannes, nach dem Vorbild des beseitigten Kreuzes aus Holz geschnitzt hatte.
Dieses Kreuz wurde 1990 am Schützenhaus aufgestellt. Gleichzeitig fertigte Steinmetz Marx aus Euskirchen eine Kopie in Sandstein, die seit 2015 am nördlichen Beginn des Feldgehölzes steht.

#### St. Lambertus

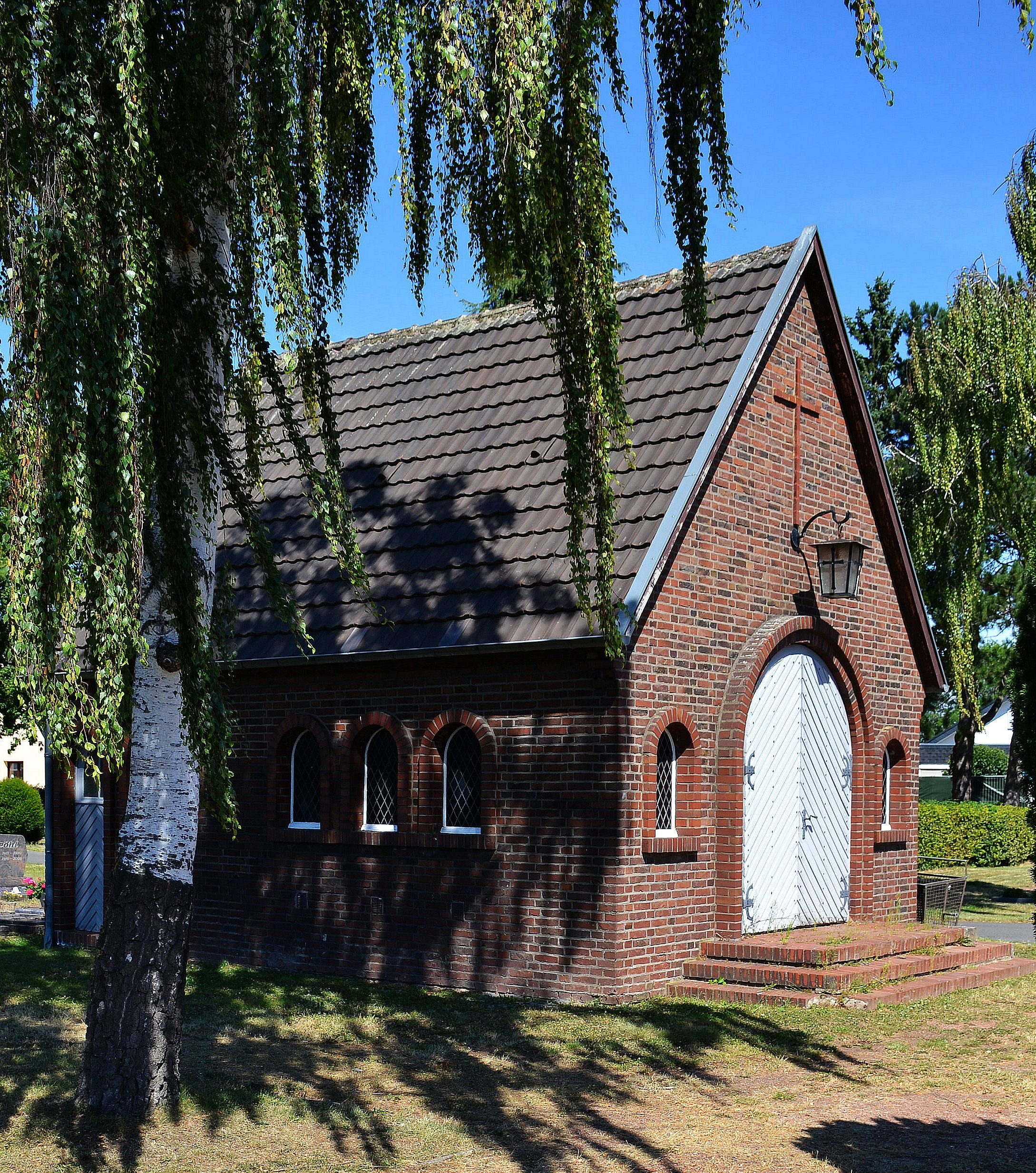
Alte Friedhofskapelle, geplant und erbaut 1951 bis 1953

Die St. Lambertuskapelle, wahrscheinlich die älteste Kirche von Kuchenheim, stand im Nordteil des Ortes auf dem heutigen Friedhof. Die Teilung des Ortes in zwei Pfarreien entsprach der Zweiherrigkeit von Kuchenheim. Der Nordteil gehörte bis 1433 den Grafen von Monschau und danach zum Herzogtum Jülich (mit dem Pfarrbezirk St. Lambertus), der Südteil zu Kurköln (mit dem Pfarrbezirk St. Nikolaus).
Die St. Lambertuskirche – mit Kirchhof und Klösterchen (Nonnenkonvent bis 1470) – existierte wahrscheinlich schon im 8./9. Jahrhundert, urkundlich erst im 13. Jahrhundert erwähnt, im 16. Jahrhundert wurde sie neu errichtet.
1550 ist die Lambertuskirche als „freie Kapelle“ (libera capella), also als Pfarrkirche mit eingeschränkten Rechten benannt. Diese Kirche, nach Osten ausgerichtet, war ein rechteckiger Saalraum (etwa 7 m × 23 m) mit Halbkreisapsis und stand unweit des heutigen Friedhofkreuzes. 1794 wurde die Pfarrei St. Lambertus aufgelöst. Da aber im Jahre 1798 die Pfarrkirche St. Nikolaus mit Ausnahme des Turmes abbrannte, wurde der Gottesdienst vorübergehend in der St. Lambertuskirche abgehalten, obwohl diese in napoleonischer Zeit teilweise verfallen und auf Abbruch verkauft worden war.
1822 wurde die St. Lambertuskirche abgebrochen, nachdem der „Wiederaufbau“ der Kirche St. Nikolaus fertiggestellt war. Der Bonner Universitätsbaumeister Friedrich Waesemann, der Vater des Architekten Hermann Friedrich Waesemann, hat unter Beibehaltung des Turmes ein klassizistisches Langhaus mit halbkreisförmiger Apsis entworfen und 1818–1822 ausgeführt.
1909 wurde die Apsis wegen wachsender Zahl der Gemeindemitglieder abgerissen und in den Folgejahren nach den Plänen von Dombaumeister Franz Statz ein Erweiterungsbau – Querhaus und Chor – im neugotischen Stil erstellt.
Die „neue“ Friedhofskapelle, in den Jahren 1979–1981 von der Stadt Euskirchen geplant und erbaut, erhielt im Oktober 2014 den Namen Lambertuskapelle, um die historische Identität und damit das Kulturerbe vor Ort zu bewahren.
Die alte Friedhofskapelle, geplant und erbaut 1951 bis 1953, wurde seit vielen Jahren nicht mehr genutzt. Deshalb hat man der alten Friedhofskapelle eine neue Funktion gegeben, indem man sie mit einem zentralen Marienbild (Kopie der Mutter der immerwährenden Hilfe) als „Betkapelle“ eingerichtet hat, die dann am 25. März 2021 von Pfarrer Berg als Marienkapelle eingeweiht worden ist.

#### St. Nikolaus
Heute schließt sich also mitten im Ort an den romanisch begründeten Kirchturm von St. Nikolaus, der über einer Motte errichtet ist, nach Osten hin ein klassizistisches Langhaus mit neugotischem Querhaus und Chor an.
Das Turmuntergeschoss, wo sich eine Gedenktafel für die an diesem Ort getauften Widerstandskämpfer gegen den Nationalsozialismus, Willi Graf und Heinrich Ruster, befindet, ist seit 1972 endgültig als „Taufkapelle“ eingerichtet worden. In dem von Konrad Schaefer gestalteten Fenster ist das „Taufgeheimnis“ thematisiert. Dieser Künstler, als Heraldiker im Rheinland recht bekannt, hat auch das Wappen von Kuchenheim entworfen.
In den Nischen der Kirchhofmauer befinden sich seit 2010 die Stationen des „Ur“-Kreuzweges als Sieben Fußfälle, die unter dem Thema „Hände sprechen vom Kreuzweg Jesu Christi“ von C.P. Joist in Bronze geschaffen wurden.

#### Weitere Sehenswürdigkeiten
- Jüdischer Friedhof (Kuchenheim)
- Untere Burg Kuchenheim
- Preußischer Meilenstein am Ortsausgang in Richtung Bonn
- Obere Burg (Kuchenheim)

### Sport

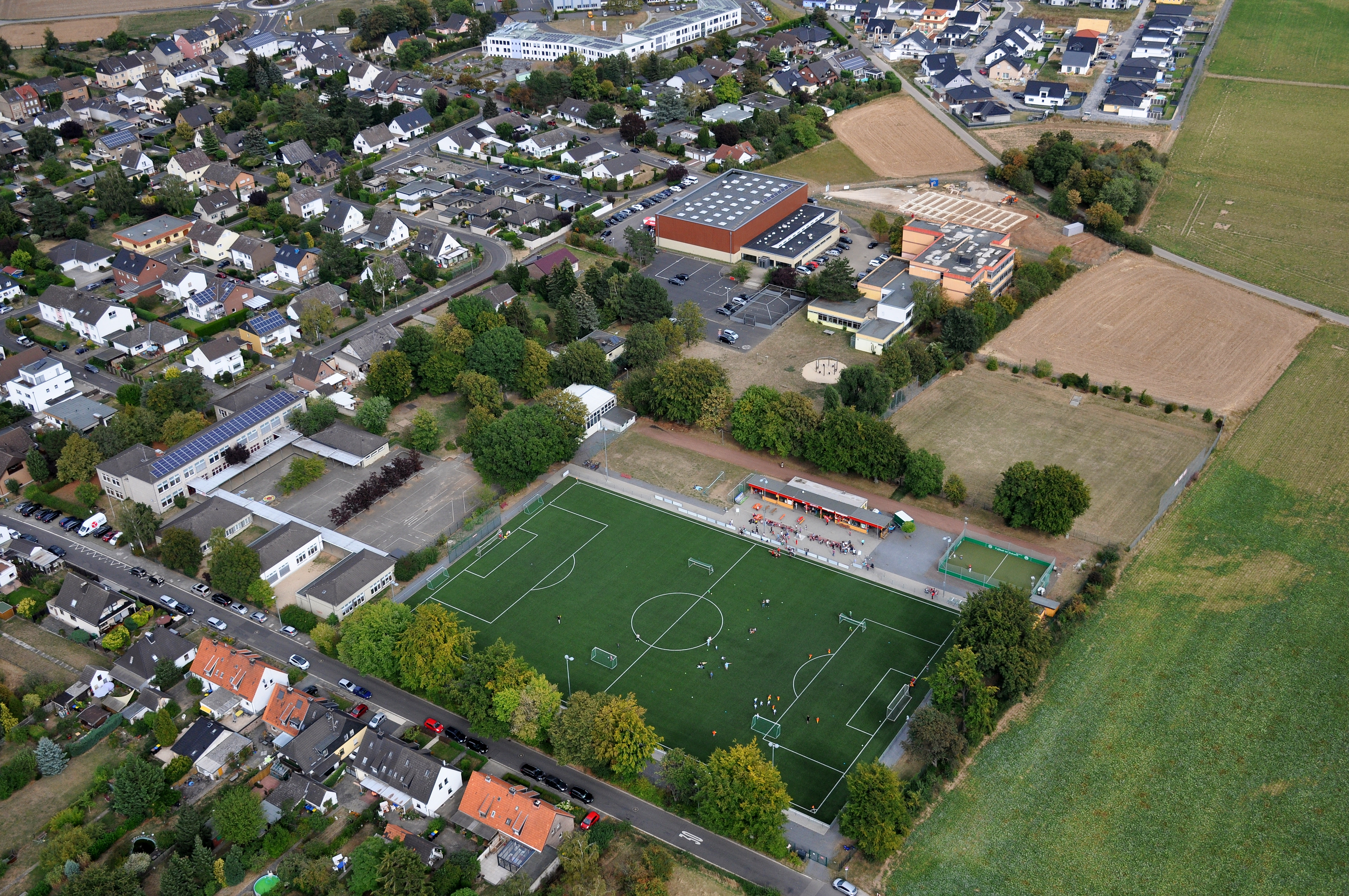
Kuchenheim – Sportstätten und Schulen, Luftbild aus SW-Richtung

Überregional bekannt wurde Kuchenheim durch die Handballmannschaften des TV 1906 Kuchenheim e. V. (KTV). Der KTV spielte in den 1960er/1970er Jahren zeitweise in der Oberliga, die von 1969 bis 1981 die zweithöchste Spielklasse war. Bekannteste Spieler waren Nationalspieler Günter Behr, Jugendnationalspieler Toni Lingscheidt sowie die Feldhandballer Hans Hackhausen, Karl-Heinz Schlaeger und Peter Weber, der auch Namensgeber für die Kuchenheimer Mehrzweckhalle ist. Die Handballabteilung des KTV spielt mittlerweile in der Spielgemeinschaft HSG Euskirchen.
Seit 2014 befindet sich die Heimsportanlage der Jugendsportgemeinschaft (JSG) Erft 01 am Schulgelände in Euskirchen-Kuchenheim. Neben einem Kunstrasenplatz hat der Verein auch ein vereinseigenes Rasen-Kleinspielfeld. Die JSG Erft 01 ist ein Fußballverein im Kreis Euskirchen, der im Jahr 2001 gegründet wurde.
Im Süden des Ortes befindet sich die rund 500 Zuschauer fassende Peter-Weber-Halle, Heimspielstätte der Handballmannschaften des KTV.
Die Halle wurde ab April 2010 kernsaniert und im Januar 2011 wiedereröffnet.

## Wirtschaft und Infrastruktur

### Unternehmen
Überregional bekannt ist als größter Eierfärbebetrieb Europas der Eierhof Hennes. Weiterhin ist der Hauptenergieversorger von Euskirchen, die „e-regio“, dort ansässig. Viele andere Unternehmen befinden sich auch in den zwei Gewerbeparks „Grondahlsmühle“ und „Sonnenhof“. Größter Arbeitgeber in Kuchenheim sind die NEW Nordeifelwerkstätten, die Menschen mit Handicap (mit psychischer Behinderung) adäquate Arbeitsplätze und Qualifizierungsangebote bieten, d. h. in der industriellen Montage, Verpackung, Druckerei, Holzverarbeitung u. a.
1910 gründete Anton Loben (1879–1968) am westlichen Ortsrand von Kuchenheim eine Rosenbaumschule. Auf ca. fünf ha. Land pflegte und züchtete er Rosen. Daher wohl die Flurbezeichnung „Über dem Rosenpfad“. Der parallel zur Bundesstraße 56 verlaufende ehemalige Feldweg wurde im Zuge seiner Bebauung im Jahr 1957 in Rosenpfad benannt. Nach der kommunalen Neugliederung wurde dieser Straßenname beibehalten.

### Öffentliche Einrichtungen
Die Freiwillige Feuerwehr Euskirchen betreibt die Löschgruppe Kuchenheim, die für ein Gebiet von 4.040 km² zuständig ist und als Teil des Löschzuges 4 gemeinsam mit den Löschgruppen Billig-Kreuzweingarten-Rheder und Stotzheim für 21.197 km².

### Bildung
In Kuchenheim existiert eine Gemeinschaftsgrundschule sowie die 1984 nach dem katholischen Geistlichen, Widerstandskämpfer und Judenretter Joseph Emonds (1898–1975) benannte Hauptschule, die 2014 aufgelöst wurde. Das Gebäude der Hauptschule übernahm 2014 die Matthias-Hagen-Schule, Förderschule des Kreises Euskirchen, benannt nach dem Leiter der Armen-Sonntagsschule in Euskirchen, Matthias Hagen (1801–1852).

### Verkehr

#### Schiene

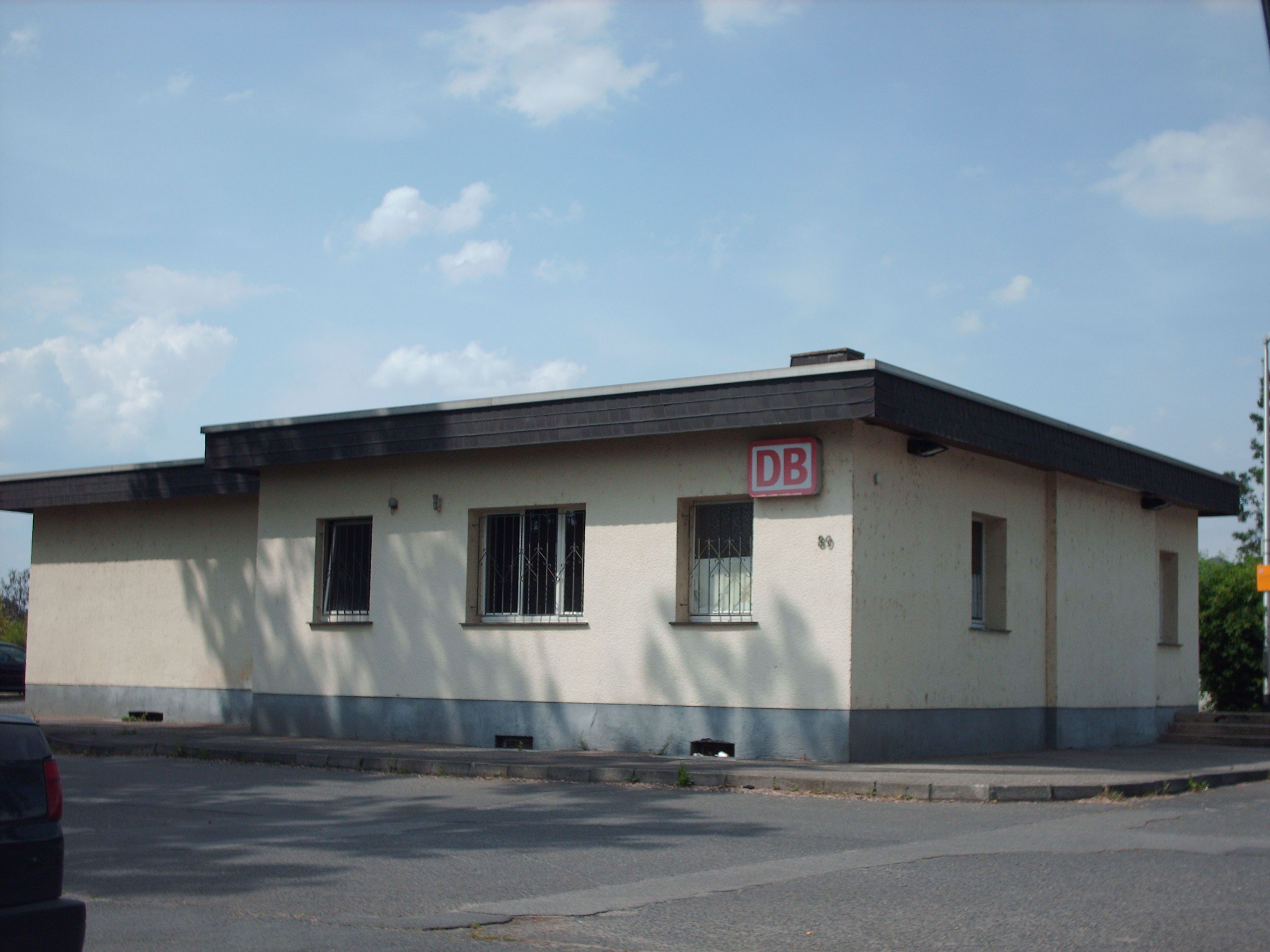
Das Ende 2013 abgerissene Empfangsgebäude des Bahnhofs Kuchenheim

Der Bahnhof Kuchenheim liegt an der Voreifelbahn (KBS 475) Bonn–Euskirchen, auf der im Schienenpersonennahverkehr (SPNV) die S 23 verkehrt. Durchgeführt wird der Schienenpersonennahverkehr von der DB Regio NRW, die für die Voreifelbahn die Diesel-Triebwagen Alstom Coradia LINT 54 und 81 (unter dem Namen „vareo“) für Geschwindigkeiten bis zu 140 km/h einsetzt.
| Linie | Verlauf / Anmerkungen | Takt (Mo–Fr) |
| ----- | --- | ------------ |
| S 23  | Bonn Hbf – Bonn-Endenich Nord – Bonn Helmholtzstraße – Bonn-Duisdorf – Alfter-Impekoven – Alfter-Witterschlick – (Meckenheim Kottenforst –)* Meckenheim Industriepark – Meckenheim (Bz Köln) – Rheinbach Römerkanal – Rheinbach – Swisttal-Odendorf – Euskirchen-Kuchenheim – Euskirchen ab Euskirchen stündlich Anschluss auf SEV der RB 23 bis Bad Münstereifel; * Züge halten in Kottenforst nur stündlich und nur am Wochenende sowie an Feiertagen bei Bedarf Stand: Fahrplanwechsel Dezember 2023 | 30 min       |

Für den Öffentlichen Schienenpersonennahverkehr gilt der Tarif des Verkehrsverbundes Rhein-Sieg (VRS) und tarifraumüberschreitend der NRW-Tarif.

#### Bus
Die VRS-Buslinien 870, 874 und 876 der SVE verbinden den Ort mit Euskirchen, Dom-Esch und Kirchheim. Zusätzlich verkehren einzelne Fahrten der auf die Schülerbeförderung ausgerichteten Linien 735 und 802.
| Linie | Betreiber | Verlauf |
| ----- | --------- | --- |
| 735   | SVE       | Schülerverkehr Euskirchen: Roitzheim – Weidesheim – Kuchenheim Bf – Kuchenheim |
| 802   | RVK       | Euskirchen Bf – Kuchenheim – Palmersheim – Flamersheim – Schweinheim – Queckenberg – Rheinbach (/← Scheuren ← Maulbach ← Eichen ← Lanzerath ← Houverath ← Limbach ← Wald)                                                                            |
| 870   | SVE       | Euskirchen Bf – Wüschheim – Großbüllesheim – Kleinbüllesheim – Weidesheim – Kuchenheim Bf – Kuchenheim Markt – Palmersheim – Flamersheim – Kirchheim – (Steinbachtalsperre –) Niederkastenholz – Stotzheim – Roitzheim – Euskirchen Bf (Ringverkehr) |
| 874   | SVE       | Euskirchen Bf – Kuchenheim – Palmersheim – Flamersheim – Kirchheim |
| 876   | SVE       | Euskirchen Bf – Kuchenheim – Weidesheim – Dom-Esch |

#### Straße
Durch Kuchenheim verlaufen die Bundesstraßen 56 und 266 sowie die Kreisstraße 1. Östlich führt außerdem die Landesstraße 210 am Ort vorbei.
Die B 51 soll nach Norden verlegt werden und damit als Ortsumfahrung von Euskirchen samt Kuchenheim dienen und gleichzeitig eine günstigere Verkehrsanbindung des Industriegebiets IPAS an die A 1 ermöglichen.
Wegen der Thematisierung der Straßennamen in Euskirchen wurden viele Straßen in Kuchenheim seit 1969 nach berühmten Komponisten benannt.

## Söhne des Ortes

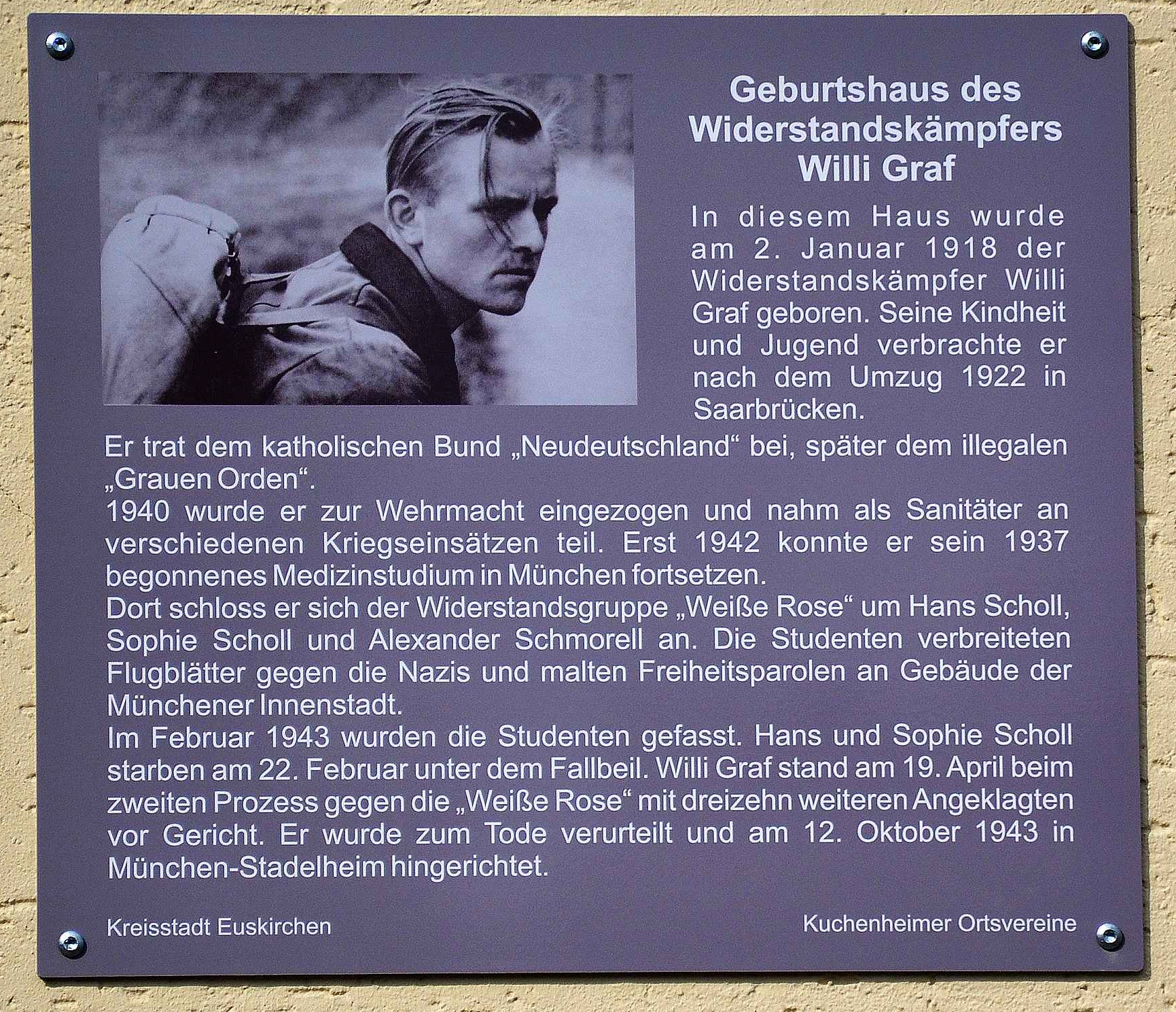
Kuchenheim – Tafel Geburtshaus Willi Graf

- Anton Loben (1879–1968), Gärtner, gründete am westlichen Ortsrand von Kuchenheim eine Rosenbaumschule, danach ist die Straße Rosenpfad benannt.
- Jacob Koenen (1820–1896), Tuchfabrikant, brachte die 1808 von Anton Koenen gegründete Tuchfabrik zur Blüte
- Franz Joseph Schorn (1834–1905), Orgelbauer
- Carl Koenen (1872–1959), Tuchfabrikant, Ehrenbürger der Stadt Euskirchen
- Heinrich Ruster (1884–1942), Schriftsteller und Widerstandskämpfer
- Willi Graf (1918–1943), Mitglied der Widerstandsgruppe „Weiße Rose“
- Gerd Bosbach (* 1953), Mathematiker und Statistiker